# 1953 na Coreia do Sul
Esta é uma cronologia dos principais fatos ocorridos no ano de 1953 na Coreia do Sul.

## Incumbentes
- Presidente – Syngman Rhee (1948–1960)
- Primeiro-ministro – Baek Du-jin (1952–1954)

## Eventos
- 27 de julho – A Guerra da Coreia termina com o Acordo de Armistício Coreano: Comando das Nações Unidas (Estados Unidos), República Popular da China e Coreia do Norte assinam um acordo de armistício em Panmunjom e o norte permanece comunista enquanto o sul permanece capitalista.
- 5 de agosto – Operação Big Switch: Prisioneiro de guerra são repatriados após a Guerra da Coreia.
- 10 de outubro – O Tratado de Defesa Mútua entre os Estados Unidos e a República da Coreia é concluído em Washington D.C.

## Nascimentos
- 22 de janeiro – Myung-whun Chung, pianista e maestro
- 24 de janeiro – Moon Jae-in, advogado e político
- 29 de janeiro – Hwang Woo-suk, veterinário e acadêmico
- 22 de maio – Cha Bum-Kun, ex-jogador e técnico de futebol